# Croton kilwae
Espèce
Croton kilwae est une espèce de plantes à fleurs du genre Croton et de la famille des Euphorbiaceae, présente en Tanzanie (Kilwa) et au nord du Mozambique.